# 강진 김해김씨가 상여
강진 김해김씨가 상여(康津 金海金氏家 喪輿)는 광주광역시 북구 용봉동, 광주광역시립민속박물관에 있는 일제강점기의 상여이다. 1989년 3월 20일 광주광역시의 민속문화재 제4호로 지정되었다.

## 개요
김용현의 시신을 장지까지 운반하기 위해 제작된 기구로, 당시 2000석 지기였던 그의 아들이 서울에서 목재를 사오고, 중국에서 공단과 실을 수입하여 만든 것이라 전한다. 가문에서 3대째 대물림하여 사용하던 것을 그의 증손자인 김현장이 1971년 광주시립박물관에 기증함으로써 이곳에 보존되고 있다. 
크기는 길이 312cm, 너비 132cm, 높이 220cm 로, 2층 목조기와집 형태이다. 36명이 멜 수 있도록 조성된 멜대 위에 2층 기와집 형태의 몸체를 올리고, 맨 위에 햇빛을 가리기 위한 넓은 천을 드리운 후 그 밑에 청사초롱을 달았다. 난간을 두른 몸체의 1층에는 붉은색 공단을 씌운 현실이 구성되고 그 위에는 술을 늘어뜨렸다. 1층과 2층 사이에도 구름문양을 새긴 난간을 두르고 봉황과 용무늬가 조각된 판을 달아 호화로움을 더하고 있다. 2층의 벽체는 4면 모두 문(門)으로 되어 윗부분에는 국화문양을, 아랫부분은 문살무늬를 조각하고 문 위에는 술을 늘어뜨렸다. 상여 앞뒤에는 용머리를 새긴 판이 1개씩 있는데 한쪽은 청룡, 다른 한쪽은 황룡을 새겨 남녀에 관계없이 사용할 수 있도록 하였다. 
1920년부터 3년에 걸쳐 제작된 것으로, 서울에서 상여제작자 3명을 데려와 만들었다고도 하고, 나주사람인 양재익의 작품이라고도 하나 확실하지는 않다.
개화기 이후 서민층에 대한 문화적 규제가 사라지면서 제작된 문화유산 중 하나로서, 부유층의 화려하고도 호화로운 장례 문화의 한 면을 엿볼 수 있다. 부속자료로는 위패(혼백과 죽은이의 이름을 적은 패)를 모셔 나르는 요여(腰輿), 운삽(발인할 때 상여 앞뒤로 배치되는 구름무늬를 그린 부채모양의 널빤지), 불삽(발인할 때 상여 앞뒤로 배치되는 ‘弓 ’자가 서로 등진 모양을 그린 널빤지)이 남아있다.

## 같이 보기
- 상여

## 참고 자료
- 강진김해김씨가상여 - 국가유산청 국가유산포털